# Teratoscincus keyserlingii
Teratoscincus keyserlingii – gatunek jaszczurki z rodziny Sphaerodactylidae. Występuje na Wyżynie Irańskiej oraz Półwyspie Arabskim. Został opisany w 1863 roku przez Alexandra Straucha. Status T. keyserlingii jako odrębnego gatunku nie jest pewny – przez niektórych naukowców bywa uznawany za podgatunek gekona scynkowego (Teratoscincus scincus). Analiza filogenetyczna przeprowadzona przez J. Roberta Maceya i współpracowników (2005) wspiera hipotezę o gatunkowej odrębności T. keyserlingii od T. scincus, choć oba są taksonami siostrzanymi. Linie ewolucyjne tych gatunków rozeszły się prawdopodobnie około 5 mln lat temu. Całkowita allopatryczność T. keyserlingii, jego trwające kilka milionów lat odizolowanie oraz wysoka – wynosząca 8,5% – odmienność genetyczna od T. scincus również wspierają teorię o ich gatunkowej odrębności. Stopień zróżnicowania pomiędzy populacjami arabskimi a irańskimi nie został jeszcze dokładnie ustalony – możliwe, że formy arabskie są endemiczne na poziomie podgatunkowym dla Zjednoczonych Emiratów Arabskich. Populacjom występującym na Półwyspie Arabskim zagraża utrata siedlisk, najczęściej zagospodarowywanych przez człowieka.
Teratoscincus keyserlingii jest pierwszym przedstawicielem grupy Gekkota, u którego zsekwencjonowano kompletny mitochondrialny DNA.